# Hvaløgler
Hvaløgler (ichthyosaurer, fiskeøgler eller iktyosaurer) er en gruppe uddøde euryapside havkrybdyr, der tilhørte ordenen Ichthyosauria. Hvaløglerne var langstrakte og hydrodynamiske og havde samme kropsform som de fleste hajer og delfiner.
De havde store øjne og lange, smalle kæber tæt besat med spidse tænder. De levede primært af fisk og ammonitter. Hovedet var stort i forhold til kroppen med lange og kraftige kæber. Ophthalmosaurus' øjne havde en diameter på 22 cm.
Fossiler fundet i skifer fra Württemberg viser, at de fødte levende unger. Cymbospondylus var en af de ældste fossiler af hvaløgler fra Mellem Trias fra cirka 246 millioner år siden , og da var der allerede en stor diversitet, så de er formentligt opstået langt tidligere. De uddøde for cirka 93 millioner år siden som følge af klimaforandringer længe før K/T-grænsen, hvor 76 % af arterne og de andre store havkrybdyr, uddøde.